# هيونغ وي يي
هيونغ وي يي (بالصينية: Huang Wei) (29 أكتوبر 1993 بكونمينغ في الصين - ) هو لاعب كرة قدم صيني في مركز الدفاع. شارك مع منتخب الصين تحت 20 سنة لكرة القدم ومنتخب الصين تحت 23 سنة لكرة القدم. أما مع النوادي، فقد لعب مع مافرا وShanghai Shenxin F.C. ‏ ونادي فارنزي.

## روابط خارجية
- هيونغ وي يي على موقع قاعدة بيانات كرة القدم.إي يو (الإنجليزية)
- هيونغ وي يي على موقع Soccerway.com (الإنجليزية)